# 小行星3783
小行星3783（英語：3783 Morris）是一颗围绕太阳公转的小行星。1986年10月7日，愛德華·鮑威爾在可可尼诺县发现了此天体。
这颗小行星的绝对星等为256.01106等。